# هادي العكاشي
هادي العَكّاشي شاعر شعبي عراقي اشتهر في سنوات الحرب العراقية الإيرانية ولُقّب بشاعر القادسية أَلْقَى بعض قصائده أمام مسؤولين عراقيين كبار من بينهم الرئيس العراقي صدام حسين. وقد قام بهجاء المرشد الأعلى للثورة الإيرانية الخميني وعلى أثر هذه القصيدة تم تصفيته من قبل مجموعات مسلحة موالية لإيران في أحدادث 1991.

## هجاءهللخميني
قال:

## مقتله
مع أحداث 1991 تم قتل «هادي العَكّاشي» على أيدي جماعات مسلحة تابعة لإيران بسبب قصائد له ضدها في الحرب العراقية الإيرانية.

## روابط خارجية
- قصيدة على يوتيوب
- قصيدة على يوتيوب